# Paratelmatobiinae
Paratelmatobiinae – podrodzina płazów bezogonowych z rodziny świstkowatych (Leptodactylidae). 

## Zasięg występowania
Podrodzina  obejmuje gatunki występujące w południowej Brazylii.

## Podział systematyczny
Do podrodziny należą następujące rodzaje:
- Crossodactylodes Cochran, 1938
- Paratelmatobius Lutz & Carvalho, 1958
- Rupirana Heyer, 1999 – jedynym przedstawicielem jest Rupirana cardosoi Heyer, 1999
- Scythrophrys Lynch, 1971 – jedynym przedstawicielem jest Scythrophrys sawayae (Cochran, 1953)